# 유길 (후한)
유길(劉吉, ? ~ ?)은 후한 초기의 황족이자 관료이다. 사료에는 이름자 길로만 기록되어 있으나, 맡은 직책인 종정의 특성상 황실의 일원임이 분명하므로, 성씨는 유이다.

## 행적
건무 17년(41년), 광무제는 곽황후를 폐위하여 귀인(貴人)으로 강등시켰다. 종정 유길은 대사도 대섭과 함께 부절을 들고 가 곽황후의 인수를 빼앗았다.

## 출전
- 범엽, 《후한서》 권10상 황후기 上

| 전임 유연 | 후한의 종정 (41년 당시) | 후임 유평 |